# 23270 Kellerman
23270 Kellerman là một tiểu hành tinh vành đai chính với chu kỳ quỹ đạo là 1408.5708405 ngày (3.86 năm).
Nó được phát hiện ngày 30 tháng 12 năm 2000.